# 벌채

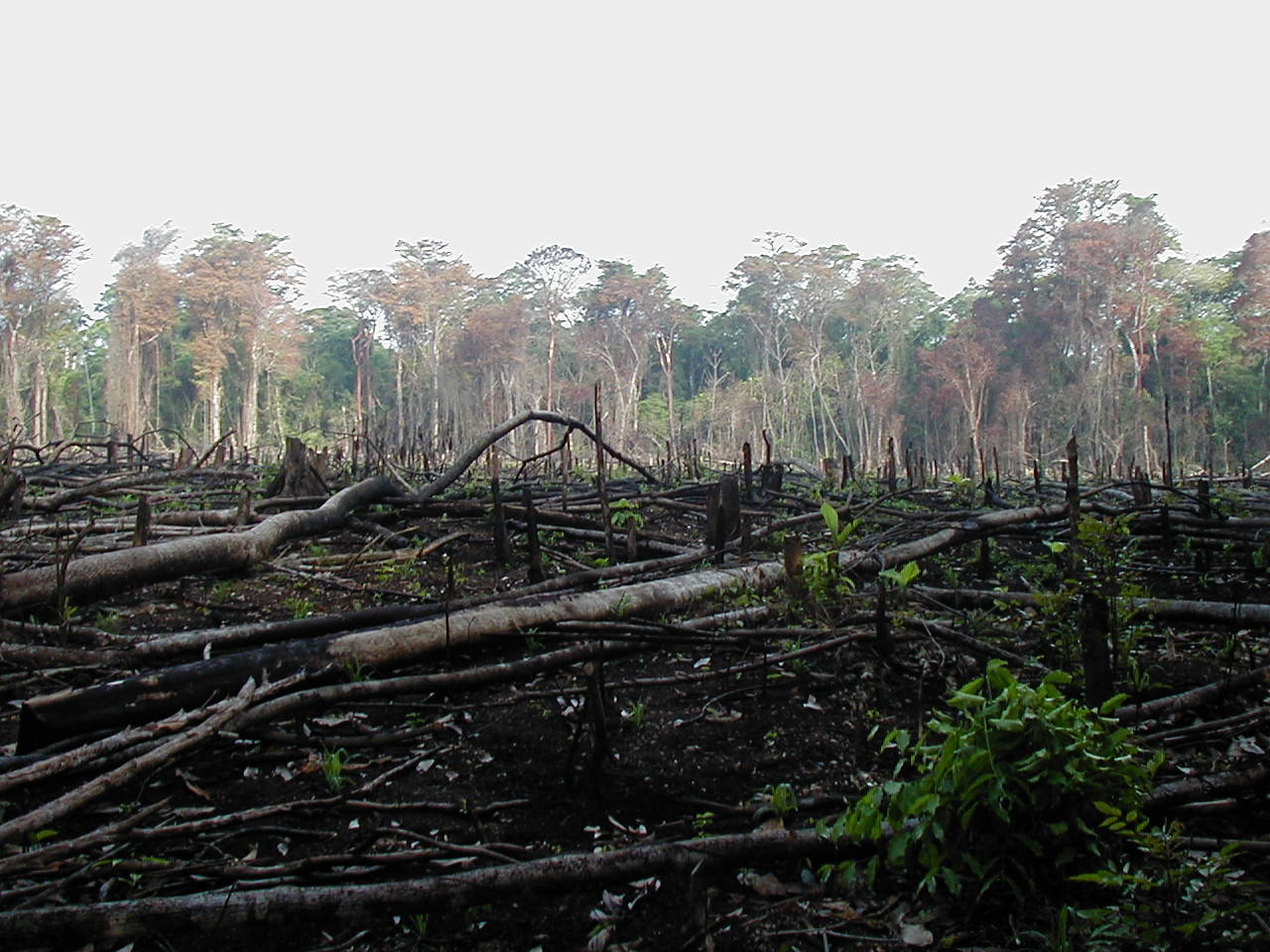
남부 멕시코에서 산림이 벌채되고 있다.

벌채(伐採) 또는 벌목(伐木), 채벌(採伐)은 나무나 나무 줄기를 잘라내고 집재하고, 현장에서 가공하여 운재차나 장물차에 실어나르는 일을 말한다. 벌채는 삼림 지역을 농장, 목장, 도시화하는 것을 포함한다.

## 같이 보기
- 산림 파괴